# Zhuang Yushan
Zhuang Yushan (28 aprile 2003) è una pallavolista cinese, schiacciatrice della Cuneo Granda.

## Carriera

### Club
La carriera di Zhuang Yushan comincia nella stagione 2021-22 nel Fujian, in Chinese Volleyball Super League, dove milita per tre annate, fino al termine della campionato 2023-24, quando finiti gli impegni in patria, conclude la stagione in Italia, ingaggiata dalla Cuneo Granda, in Serie A1.

### Nazionale
Nel 2019 viene convocata nella nazionale cinese under 19, mentre nel 2022 è in quella under 20 con cui vince la medaglia d'oro al campionato continentale; nel 2023 fa parte della selezione under 21, aggiudicandosi l'oro al campionato mondiale, dove viene premiata sia come MVP che come miglior schiacciatrice.
Nel 2022 ottiene le prime convocazioni nella nazionale maggiore: lo stesso anno conquista l'argento alla Coppa asiatica 2022 mentre in quello successivo è la volta dell'oro ai XXXI Giochi mondiali universitari estivi.

## Palmarès

### Nazionale (competizioni minori)
- Campionato asiatico e oceaniano under 20 2022
- Coppa asiatica 2022
- Giochi mondiali universitari estivi 2023
- Campionato mondiale under 21 2023

### Premi individuali
- 2023 - Campionato mondiale under 21: MVP
- 2023 - Campionato mondiale under 21: Miglior schiacciatrice